# Manuale della perfetta Gentildonna
Manuale della perfetta Gentildonna è un manuale del 1994 dello scrittore italiano Aldo Busi.

## Contenuto
Con questo agevole manualetto l'autore intende fornire alla donna di oggi tutta una serie di consigli e indicazioni utili ad affrontare tanto il lavoro quanto la sfera privata e i sentimenti.

## Edizioni
- Manuale della perfetta Gentildonna, Milano, Sperling & Kupfer, 1994.
- Manuale della perfetta Gentildonna. Con preziosi cazzeggiamenti anche per lui, Milano, Mondadori, 2000.